# 青柳拓
青柳 拓（あおやぎ たく、1993年 - ） は、日本のドキュメンタリー映画監督。水口屋フィルム主宰。

## 略歴
山梨県市川三郷町生まれ。日本映画大学に進学し、卒業制作として手がけたドキュメンタリー『ひいくんのあるく町』が2017年に劇場公開される。人気アイドルグループBiSH、BiSなどが所属する音楽事務所WACKの合宿オーディションに密着したドキュメンタリー『IDOL あゝ無情』（2019年）に撮影クルーとして参加したほか、大崎章監督、七里圭監督の下で現場経験を積む。
2020年にはアーティストグループ「ヒスロム」の仙台、ポーランドの展覧会に参加。同年、短編『井戸ヲ、ホル』を監督。2021年1月、美術手帖の特集「ニューカマー・アーティスト100」に2020年代を切り開くニューカマー・アーティストの一人として選出される。
2021年公開の『東京自転車節』では自ら自転車配達員として働きながら、スマートフォンとGoProで撮影。監督と同世代である『沈没家族 劇場版』の加納土監督ら、監督の周囲の人々も登場している。

## 映画作品（監督）
- ひいくんのあるく町（2017年）
- 井戸ヲ、ホル（2020年）
- 東京自転車節（2021年）
- あゆみの時間（2022年）
- フジヤマコットントン（2023年）
- 選挙と鬱（2025年）